# エロワ・ムランベール
エロワ・ムランベール（Eloi Meulenberg、1912年9月22日 - 1989年2月26日）は、ベルギー、ジュメ（現シャルルロワ）出身の元自転車競技（ロードレース）選手。
1937年の世界選手権自転車競技大会・プロロードレース優勝者。ツール・ド・フランスでも区間通算9勝を挙げた。

## 主な戦績
1935
グランプリ・ド・フルミー 優勝
1936
パリ〜ブリュッセル 優勝
ツール・ド・フランス 区間2勝(第6、18a)
1937
世界選手権・プロロード 優勝
リエージュ〜バストーニュ〜リエージュ 優勝
ツール・ド・フランス 区間4勝(第11、13、14a、14c)
1938
ツール・ド・フランス 区間3勝(第4a、4b、5)
1943
スヘルデプライス 優勝